# 1818 en Grèce ottomane
Chronologie de la Grèce ottomane
- 1814
- 1815
- 1816
- 1817
- 1818
- 1819
- 1820
- 1821
- 1822

Cette page concerne les évènements survenus en 1818 en Grèce ottomane  :

## Événement
- L'organisation secrète Filikí Etería, s'installe à Constantinople. L'année est marquée par la mort du membre fondateur Nikólaos Skoufás. Emmanuel Xánthos et Athanásios Tsákalov tentent alors de trouver un nouveau leader pour reprendre les rênes.

## Naissance
- Panagís Kálkos (el), architecte.
- Ibrahim Edhem Pasha (en), grand vizir de l'empire Ottoman.
- Andréas D. Zaïmis (el), personnalité politique.

## Décès
- Zarífis Zarifófos (el), notable.